# Poul Sveistrup
Poul Sveistrup, född den 2 juni 1848, död den 18 april 1911, var en dansk politiker och statistiker. Han var brorson till Hans  Sveistrup.
Sveistrup blev cand. theol. 1871, cand. jur. 1875, birkdomare på Samsø 1895, herredsfoged i Fjends-Nørlyng Herred 1902, birkdomare i Kronborg Vestre Birk 1906, var folketingsman för Viborg 1903—1909 (Venstrereformpartiet). Utan att spela en större roll som politiker gjorde Sveistrup en offentlig insats genom sitt arbete för kvinnosaken och fredssaken. Han offentliggjorde mycket ingående undersökningar över köpenhamnska sömmerskors ekonomiska och sociala förhållanden dels i "Nationaløkonomisk Tidsskrift" (1899 og 1901) och dels som självständig skrift (1894).